# Brühlgutpark

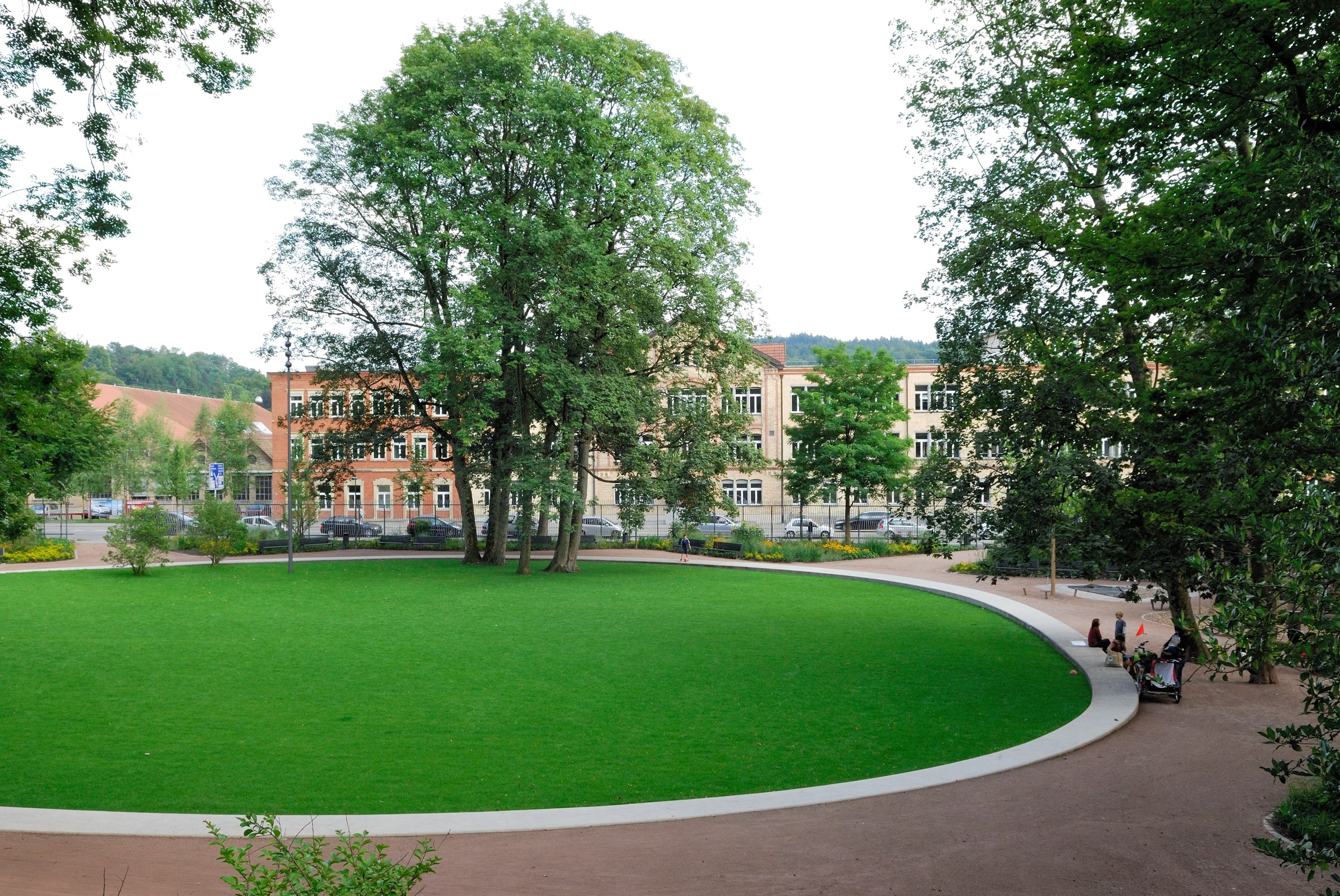
Der Brühlgutpark

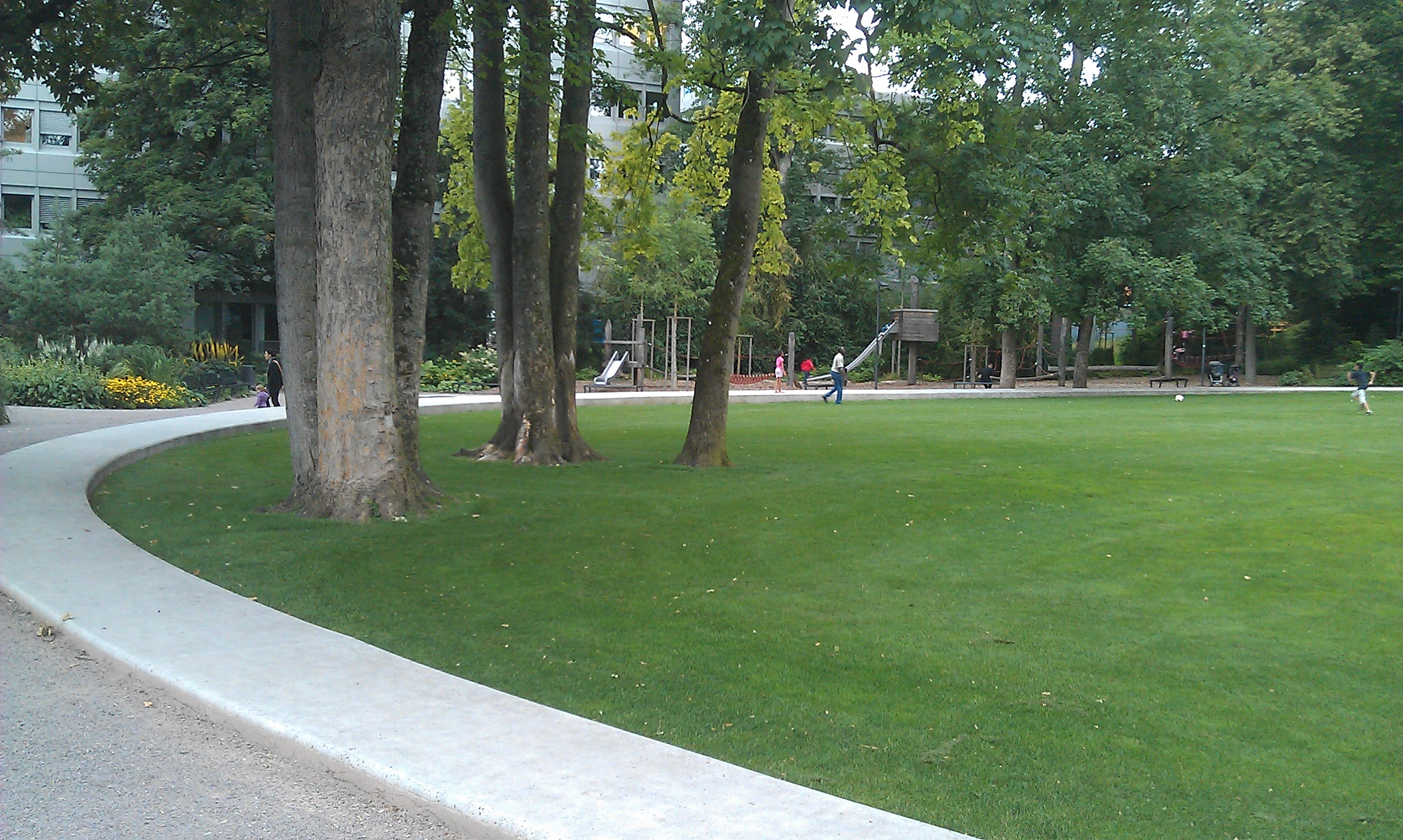

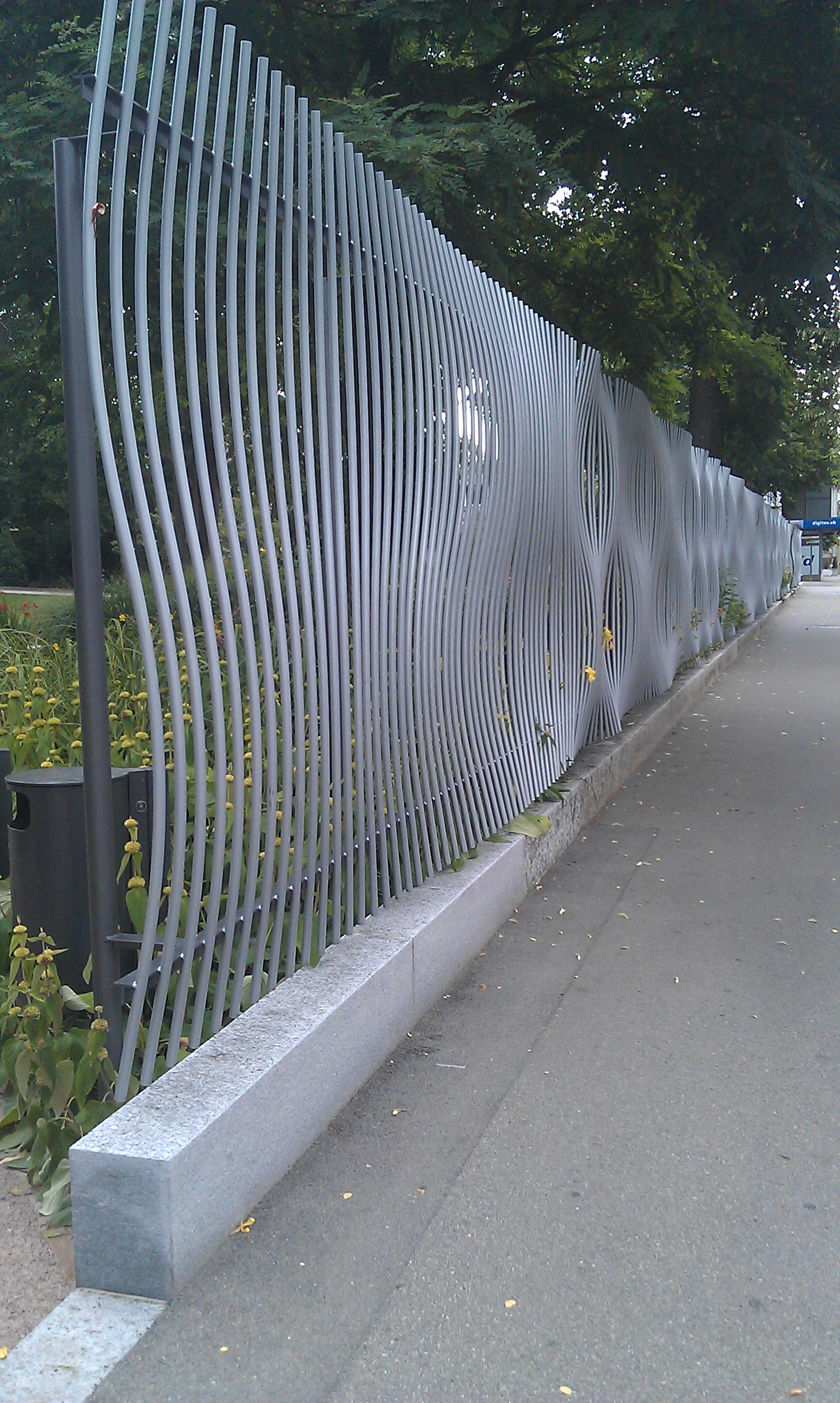
Der «tanzende» Zaun aus gebogenen Rohren

Der Brühlgutpark ist ein Park in Winterthur.

## Lage
Der Brühlgutpark befindet sich südwestlich des Stadtzentrums auf Gebiet des Quartiers Brühlberg. Unmittelbar neben dem Park liegt die vielbefahrene Zürcherstrasse, eine der Haupteinfallsachsen in die Stadt. Auf der anderen Seite des Parks befindet sich das städtische Altersheim Brühlgut, mit dem der Park mit einer Treppe und Sichtkontakt verbunden ist sowie gleich daneben die Stiftung Brühlgut.

## Geschichte
1858 wurde die Brühlgutwiese von Heinrich Rieter-Ziegler, Mitbesitzer der Maschinenfabrik Rieter, gekauft. Dieser liess den Park 1862 vom Gartenarchitekten Conrad Löwe gestalten, der sich in Winterthur auch für andere Parks verantwortlich zeigte. 1920 wurde der Park von der Stadt übernommen, welche in dessen hinteren Teil das Altersheim Brühlgut eröffnete, während der vordere Teil bei der Zürcherstrasse der Öffentlichkeit zugänglich gemacht wurde. Danach erfuhr der Park keine grössere Umgestaltung mehr, bis er 2010 für 1,84 Millionen Franken nach Plänen des Winterthurer Architekturbüros Rotzler Krebs Partner umgebaut wurde.

## Aufbau der Anlage
In der Mitte der introventierten Anlage befindet sich eine grosse runde Wiese, die den ganzen Park gross erscheinen lässt. Eingefasst ist diese Wiese von einem Betonband variierender Höhe, das sich an manchen Stellen als Sitzgelegenheit nutzen lässt. Umsäumt wird dieses Betonband von einem Kiesweg, der an manchen Stellen Ausbuchtungen mit Sitzbänken aufweist. Im Südwesten des Parks ist ein Kinderspielplatz angelegt. Gegenüber der verkehrsreichen Zürcherstrasse im Südosten wird der Park durch eine Art tanzenden Zaun aus gebogenen Metallrohren abgegrenzt. Im Nordwesten führt ein Veloweg durch den Park.

## Preise
Der Park bzw. dessen Architekten gewannen für die Neugestaltung des Parks 2010 mehrere Preise:
- 2010: Goldener Hase der Zeitschrift Hochparterre für das beste Landschaftsarchitekturprojekt
- 2011: Schulthess Gartenpreis des Schweizer Heimatschutzes
- 2011: Würdigung – Deutscher Landschaftsarchitektur-Preis[1]
- 2012: Architekturpreis Region Winterthur